# Улица Волкова (Ярославль)
У́лица Во́лкова (бывшая Никольская улица) — улица в историческом центре города Ярославля. Лежит между улицей Кедрова и Народным переулком. Нумерация домов ведётся от Народного переулка.

## История
Никольская улица получила своё название по Никольской Надеинской церкви, построенной в 1620 году купцом Надеем Свешниковым. В XVII—XVIII веках она проходила от Космодемьянской церкви мимо храмов Николо-Надеинского прихода до Варваринской церкви. Согласно «Хронике русского театра» И. С. Носова в 1751 году на Никольской улице располагался регулярный театр Ф. Г. Волкова.
При регулярной перепланировке города 1778 года улица была укорочена и выпрямлена, и стала начинаться от Губернаторского переулка около церкви Рождества Иоанна Предтечи и заканчиваться у Варваринской улицы около церкви Варвары Великомученицы. Направление улицы, непараллельное соседним, было выбрано исходя из расположения уже имевшихся каменных зданий — церквей и дома почтмейстера Попова. В конце XVIII века иногда именовалась также Николо-Надеинской улицей.
В 1-й половине XIX века часть Большой Варваринской была застроена, и Никольская стала заканчиваться у Малой Варваринской улицы. В начале XX века отмечено неофициальное наименование улицы — Потерянная, объяснить которое не представляется возможным.
В 1927 году с очередной волной переименования советскими властями ярославских улиц Никольскую переименовали в улицу Волкова в честь Фёдора Волкова — русского актёра и театрального деятеля. В советское время церкви Рождества Иоанна Предтечи и Варвары Великомученицы были разрушены, на их месте построены жилые дома.

## Здания и сооружения
- № 2 — Жилое здание, построенное в 1937 году по проекту И. Н. Дубова на месте разрушенной церкви Рождества Иоанна Предтечи[2]
- № 3 и 3а — Бывшая усадьба Узденникова—Пошехонова[3]
- № 5 — Школа № 4 им. Н. А. Некрасова
- № 6 — Здание бывшей фабрики Качурова[4]
- № 6а — Бывший дом Клирикова, построенный в первой половине XVIII века[5]
- № 7 — Бывшее здание купцов Шмыровых

- Жилой дом на месте разрушенной церкви Рождества Иоанна Предтечи (№ 2)
- Главный дом усадьбы Узденникова-Пошехонова (№ 3)
- Дом усадьбы Узденникова-Пошехонова (№ 3а)
- Школа № 4 (№ 5)
- Здание фабрики Качурова (№ 6)
- Дом почтмейстера Попова (№ 8)